# 收割者戰爭
收割者戰爭（加泰隆尼亞語：Guerra dels Segadors）是1640年－1659年間，發生在加泰隆尼亞的戰爭。戰爭終結後，根據庇里牛斯條約，鲁西永伯国和塞尔达尼亚伯国的北半部割讓給法蘭西王國。

## 概要
戰爭的發端是三十年戰爭時，和法國作戰的西班牙帝國卡斯提爾駐軍，因無視加泰隆尼亞的法律、騷擾農民等舉動。再加上，西班牙王腓力四世為了對法作戰，持續搾取加泰隆尼亞的資源、資產。1640年5月，加泰隆尼亞農民襲撃卡斯提爾駐軍。6月7日，農民手持鎌刀攻撃卡斯提爾軍駐地。施行暴政的加泰隆尼亞副王在巴塞隆納被捕並遭到殺害。之後，暴動的農民攻擊都市，以卡斯提爾軍為標的，並逐漸開始襲撃貴族、大地主。
1641年1月17日，加泰隆尼亞在法國的保護下宣布成立加泰隆尼亞共和國。1641年1月26日，加泰隆尼亞和法國的聯軍在蒙特惠克之戰取得重要的軍事勝利。但是，不久後情勢轉對加泰隆尼亞不利。
1648年，三十年戰爭終結，西伐利亞條約締結後，加泰隆尼亞分成西班牙控制下的巴塞隆納和法國占領下的佩皮尼昂兩個對立的政府。1659年，庇里牛斯條約締結，法國放棄加泰隆尼亞，但是獲得鲁西永伯国和塞尔达尼亚伯国北半部。

## 外部連結
- Museum exhibit with online information （页面存档备份，存于）